# Lygodactylus roavolana
Espèce
Statut de conservation UICN

 EN B1ab(iii) : En danger
Lygodactylus roavolana est une espèce de geckos de la famille des Gekkonidae.

## Répartition
Cette espèce est endémique de Madagascar.

## Publication originale
- Puente, Glaw, Vieites & Vences, 2009 : Review of the systematics, morphology and distribution of Malagasy dwarf geckos, genera Lygodactylus and Microscalabotes (Squamata: Gekkonidae). Zootaxa, n. 2103, p. 1-76.